# Клемен, Отто
Отто Константин Клемен (нем. Otto Konstantin Clemen; 30 декабря 1871, Гримма — 9 мая 1946, Цвиккау) — немецкий лютеранской богослов, педагог, историк церкви и библиотекарь; был известен своими исследованиями биографии и работ Мартина Лютера, а также — периода Реформации.

## Биография
Отто Константин Клемен родился в семье пастора Кристиана Августа Юлиуса Клемена (1838—1920); братьями Отто были историк искусства Пауль Клемен и протестантский богослов Карл Клемен.
Отто посещал «княжескую школу» (гимназию св. Августина, нем. Gymnasium St. Augustin) в Гримме; после получения среднего образования он продолжил обучение протестантскому богословию в университетах Тюбингена, Берлина и Лейпцига. В 1896 году в Лейпцигском университете Отто Клемен защитив кандидатскую диссертацию о работах немецкого монаха-августинца Иоганнеса фон Гоха, богословские труды которого позволяют считать его одним из предшественников Реформации.
В том же году Клемен стал учителем в средней школе (гимназии) в Цвиккау, а в 1924 году — заместителем ректора (нем. Konrektor) данного учебного заведения. С 1923 по 1939 год он возглавлял школьную библиотеку Совета гимназии (нем. Ratsschulbibliothek Zwickau). Только в 1928 году Отто Клемен получил пост почетного профессора истории церкви в Лейпцигском университете; с 1941 года он также являлся членом Саксонской академии наук.

## Работы
Имя Отто Клеменса связано с изданием работ Мартина Лютера: так называемое «Боннское издание» — также известное как «Клеменское издание» — выходило в свет с 1912 по 1933 год. В первых четырех томах, опубликованных в 1912—1913 годах, были представлены полные сочинения Лютера; в томах с пятого по восьмой содержались отдельные тексты — лекции, письма, проповеди и так далее. Сам многотомник и примечания к нему, по мнению профессора Бернхарда Лозе, превосходили иногда даже Веймарское издание сочинений Лютера. При этом, для Веймарского издания Клеменс отредактировал 11 томов раздела «Письма», выходивших с 1930 по 1948 год.
Клеменса написал около 150 биографических статей для второго издания книги «Религия в прошлом и настоящем». Всего же библиография его работ насчитывает более 900 наименований, включая публикацию художественных работ Альбрехта Дюрера, Ансельма Фейербаха и Эдуарда Гебхардта.

## Семья
В 1897 году Отто Константин Клемен женился на Сузанне Барт (нем. Susanne Bart), дочери члена медицинского совета Германа Отто Барта и его жены Констанции Эмилии; в семье Клеменов было пятеро детей.